# Chartwell
Chartwell è una casa di campagna inglese vicino alla città di Westerham, nel Kent, nel sud est dell'Inghilterra. Per più di quarant'anni è stata la casa di Winston Churchill.

## Storia
Il sito è stato costruito non più tardi degli inizi del XVI, quando la proprietà si chiamava Well Street. Churchill acquistò la casa nel settembre 1922 e vi abitò fino a poco prima di morire nel gennaio 1965. Negli anni '30, quando Churchill fu rimosso dalla politica attiva, Chartwell divenne il centro della sua vita. A tavola radunò tutti coloro che potevano aiutarlo nella sua campagna contro il riarmo tedesco e la politica di pacificazione del governo britannico; nel suo ufficio teneva discorsi e scriveva libri; nel suo giardino ha costruito muri, laghi e quadri dipinti. Durante la seconda guerra mondiale, Chartwell fu poco utilizzata, con la famiglia Churchill che tornò solo dopo la sconfitta nelle elezioni del 1945. Nel 1953, mentre, ancora una volta fu primo ministro, la casa divenne il rifugio di Churchill quando subì un ictus. Nell'ottobre 1964 lasciò la casa per l'ultima volta, morendo nella sua casa di Londra, 28, Hyde Park Gate, il 24 gennaio 1965.
Le origini della proprietà risalgono al XIV secolo; nel 1382 la proprietà, allora chiamata Well-street, fu venduta da William-at-Well. Passò attraverso diversi proprietari e, nel 1836, fu venduta all'asta come maniero. Nel 1848 fu acquistata da John Campbell Colquhoun, il cui nipote la vendette poi a Churchill. I Campbell Colquhouns aumentarono notevolmente la casa e l'annuncio della sua vendita al momento dell'acquisto di Churchill la descrisse come una "dimora imponente". Tra il 1922 e il 1924 subì diversi lavori di ristrutturazione e ampliamento da parte dell'architetto dell'alta società Philip Tilden. Dalla parte anteriore del giardino, la casa ha una splendida e ampia vista sul Weald of Kent, "il più bello e affascinante" che Churchill abbia mai visto, e il fattore determinante nella sua decisione di acquistare la casa.
Nel 1946, quando la situazione finanziaria di Churchill lo costrinse a considerare la vendita di Chartwell, fu acquisita dal National Trust con i fondi raccolti da un consorzio di amici di Churchill guidati da Lord Camrose, a condizione che la famiglia Churchill l'affittasse a vita. Dopo la morte di Churchill, Lady Churchill denunciò l'affitto e la casa fu aperta al pubblico dal Trust nel 1966. Classificata come edificio di grado I, più per la sua importanza storica e non per la sua architettura, Chartwell divenne una delle proprietà più popolari; circa 232.000 persone hanno visitato la casa nel 2016, nel 50º anniversario della sua apertura.